# Messe Torhaus
Messe Torhaus – budynek we Frankfurcie nad Menem, w Niemczech.
Został zaprojektowany przez niemieckiego architekta Oswalda Mathiasa Ungersa i wzniesiony w latach 1983–1985 przez przedsiębiorstwo budowlane Hochtief, jego budowa trwała 13 miesięcy. Niezwykły kształt i wykorzystanie różnorodnych materiałów sprawia, że wieżowiec przypomina gilotynę. Styl architektoniczny budynku określa się jako postmodernizm. Wieżowiec posiada 117 metrów wysokości i 30 kondygnacji, znajduje się w bezpośrednim sąsiedztwie terenów targowych należących do przedsiębiorstwa Messe Frankfurt.